# Келак (Тегеран)
Келак (перс. کلاک‎) — село на севере Ирана, в остане Тегеран. Входит в состав шахрестана Демавенд. Является частью дехестана (сельского округа) Эбершиве бахша Меркези.

## География
Село находится в восточной части остана, к западу от реки Деличай, к югу от автодороги 79, на расстоянии приблизительно 33 километров (по прямой) к востоко-юго-востоку от города Демавенд, административного центра шахрестана. Абсолютная высота — 1877 метров над уровнем моря.

## Население
По данным переписи 2006 года население села составляло 156 человек (85 мужчин и 71 женщина). В Келаке насчитывалось 49 домохозяйств. Уровень грамотности населения составлял 69,9 %. Уровень грамотности среди мужчин составлял 75,3 %, среди женщин — 63,4 %.
В 2016 году в селе имелось 40 домохозяйств и проживало 92 человека (51 мужчина и 41 женщина).
Среди жителей распространён диалект демавенди мазандеранского языка.